# Oberösterreichisches Feuerwehrmuseum St. Florian
Das Oberösterreichische Feuerwehrmuseum St. Florian ist ein Spezialmuseum des Landesfeuerwehrverbandes Oberösterreich. Es befindet sich im ehemaligen Meierhof des Augustiner Chorherrenstiftes St. Florian in der Marktgemeinde St. Florian.
Das Museum präsentiert das Feuerwehrwesen in Oberösterreich. Es ist das größte Feuerwehrmuseum Österreichs und eines der größten seiner Art weltweit.
Das als Historisches Feuerwehrzeughaus St. Florian bezeichnete barocke Museumsgebäude wurde in der zweiten Hälfte des 17. Jahrhunderts errichtet und in den 1970er-Jahren restauriert.

## Geschichte des Feuerwehrmuseums
Der Landesfeuerwehrverband richtete 1929 in der neu eröffneten Linzer Feuerwehrschule ein erstes kleines Feuerwehrmuseum ein. In den 1970er-Jahren wurde die Idee eines oberösterreichischen Feuerwehrmuseums in der Zeitschrift der österreichischen Feuerwehren zum Ausdruck gebracht.
Als idealer Standort des Feuerwehrmuseums wurde 1979 St. Florian, die Wirkungsstätte des Schutzpatrons der Feuerwehren, des Hl. Florian, erkannt. 1979 wurde der Ende 1968 gegründete Vereins zur Erhaltung des barocken Stiftsmeierhofes St. Florian in den Verein Historisches Feuerwehrzeughaus St. Florian umbenannt. Die 1969 bis 1979 durchgeführte Sanierung von Dach, Baukörper und Fassaden war zu diesem Zeitpunkt abgeschlossen.
Der jeweilige Landes-Feuerwehrkommandant steht seither als Präsident an der Spitze des Museumsvereins. Aufgabe des umbenannten Vereins war der Innenausbau und die Einrichtung des Feuerwehrmuseums. 1984 konnte der erste Teil und 1985 der zweite Teil des Museums eröffnet werden. Bei der Finanzierung entwickelten die 70.000 Feuerwehrleute Oberösterreichs neben weiteren privaten Spendern und der öffentlichen Hand als Fördergeber besondere Initiative. Mit einem Feuerwehrschilling und einer Bausteinaktion sammelten sie 1,3 Millionen Schilling, das sind umgerechnet knapp 100.000 Euro, für das Feuerwehrmuseum.
1997 wurde ein Luftschutzkeller eingerichtet, wo die Situation während des Zweiten Weltkriegs bei Luftangriffen nachempfunden werden kann. 2002 erfolgten Umgruppierungen von Ausstellungsobjekten und Erweiterungen der Ausstellungsfläche. 2005 wurde der Eingangsbereich neu gestaltet.

## Ausstellung
Das Museumskonzept wurde von Fritz Heiserer erstellt. Heiserer stand zusammen mit seinem Unternehmen, der Firma Rosenbauer als Mäzen hinter der Museumsidee. Er stellte dem Museum aus seiner Privatsammlung wesentliche Exponate zur Verfügung. Das Feuerwehrwesen sollte sowohl als technische als auch wirtschaftliche Einrichtung vorgestellt werden. Die seinerzeitigen Initiatoren gingen seinerzeit davon aus, dass sie in Etappen auf einer Ausstellungsfläche von 2.500 Quadratmetern das wohl größte Feuerwehrmuseum der Welt errichten.
Die Ausstellung des Museums erstreckt sich in der Zwischenzeit auf eine Ausstellungsfläche von etwa 3.000 Quadratmetern. Es werden rund 15.000 Exponate ausgestellt. Es ist das größte Feuerwehrmuseum Österreichs und eines der größten seiner Art weltweit. Das Museum ist von Anfang Mai bis Ende Oktober täglich außer Montag geöffnet. Die unterschiedlichen Themenschwerpunkte erschließen sich dem Besucher im Rahmen eines Rundganges.
Die Ausstellungsräumlichkeiten umschließen zwei jeweils etwa 2.500 Quadratmeter große Innenhöfe im ehemaligen, architektonisch als doppelter Vierkanthof angelegten, barocken Stiftsmeierhof. Die Besichtigung der Ausstellungsgegenstände erfolgt im Rahmen eines Rundganges durch 14 der 15 Hallen. Eine Halle dient für Sonderausstellungen, ist über ein offenes Tor in der Eingangshalle erreichbar und nicht Teil des Rundganges.
Das Museum zeigt die Entwicklung des Feuerwehrwesens aus technischer und gesellschaftlicher Sicht. Neben historischen Feuerwehrgeräten wie handbedienten Spritzen, pferdebespannten Fahrzeugen und motorisierten Oldtimern aus den 1920er Jahren wird auch moderne Technik gezeigt. Dadurch wird ein Vergleich zwischen historischer und moderner Löschtechnik ermöglicht.
Uniformen und persönliche Ausrüstungsgegenstände von Feuerwehrleuten ergänzen die Sammlung. Die Exponate aus den einzelnen Zeitabschnitten lassen Schlüsse und Hinweise auf die Stellung der Feuerwehr in der Gesellschaft zu. Dem Thema Brandverhütung wird entsprechend Bedeutung beigemessen.
Schwerpunkte der Ausstellung bilden die Geschichte des Oberösterreichischen Landesfeuerwehrverbandes, der Oberösterreichischen Landes-Feuerwehrschule, der Feuerversicherung in Oberösterreich, der Brandverhütungsstelle Oberösterreich und die drei größten Feuerwehren Oberösterreichs aus den Städten Linz, Wels und Steyr. Diese stehen stellvertretend für die historische Entwicklung des Feuerwehrsektors in Oberösterreich.
Das Museum wurde im Jahr 2009 vom Internationalen technischen Komitee für vorbeugenden Brandschutz und Feuerlöschwesen unter Verwendung der Museumsdefinition des internationalen Musumsrats (ICOM) zertifiziert.

### Halle 1
Die erste Halle ist der Eingangsbereich und Standort von Besucherkasse, Buchungsstelle für Führungen und Museumsshop sowie Büro der Geschäftsführung und Gästetoilette.

### Halle 2
Die zweite Halle erreicht man über die Hofdurchfahrt, die den ersten Teil des doppelten Vierkanthofes mit dem zweiten Teil verbindet. Diese widmet sich einerseits der Geschichte des Landesfeuerwehrverbandes sowie den Themen Feuerversicherung und Brandverhütung und andererseits historische Feuerwehrgegenständen und Großgeräten aus dem 18. und 19. Jahrhundert. Dort sind auch Handdruckspritzen und Ausrüstungsgegenstände zum Thema „Feuerwehr in der Gesellschaft“ zu sehen.

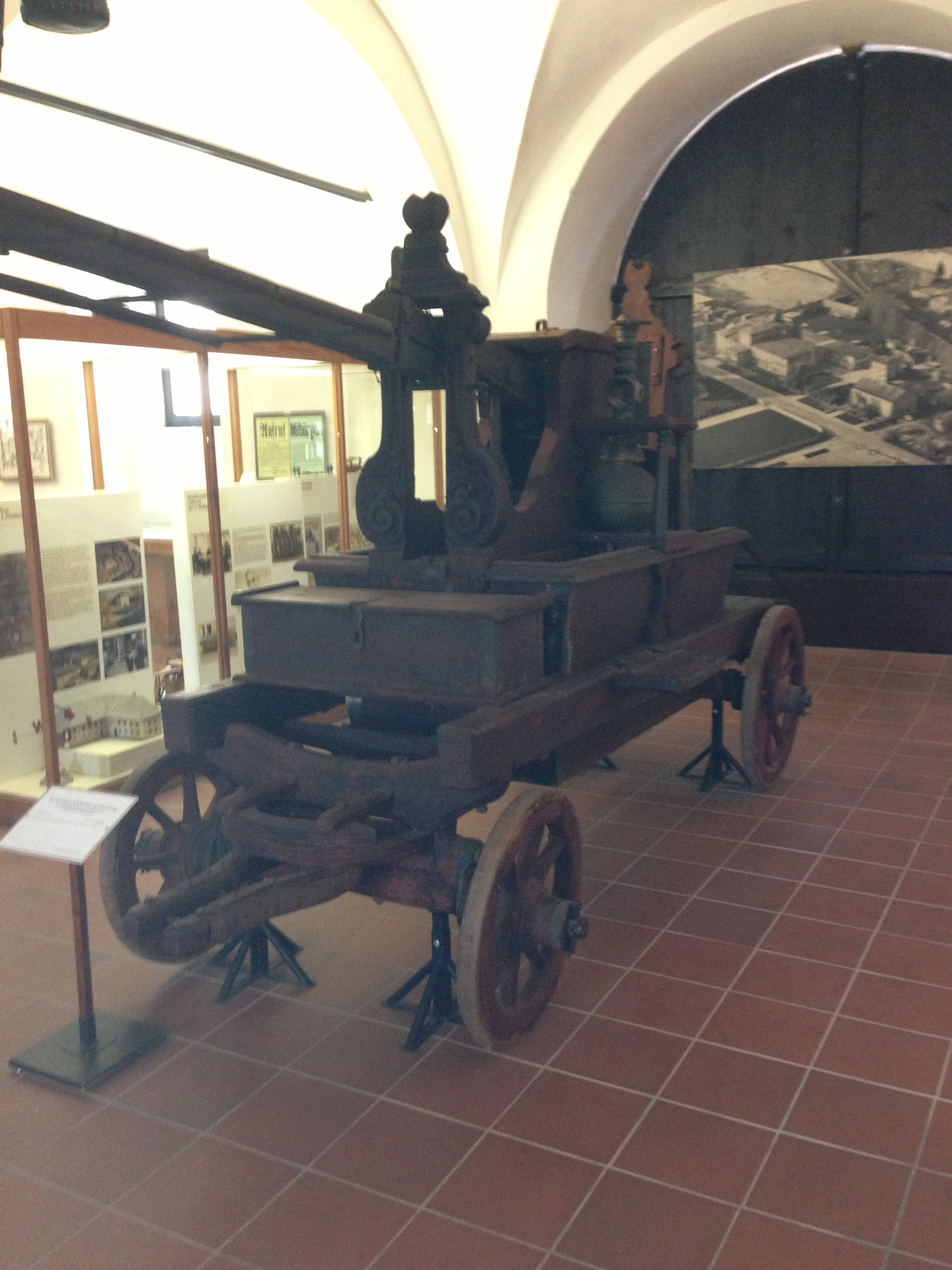
Handdruckspritze für Pferdezug I
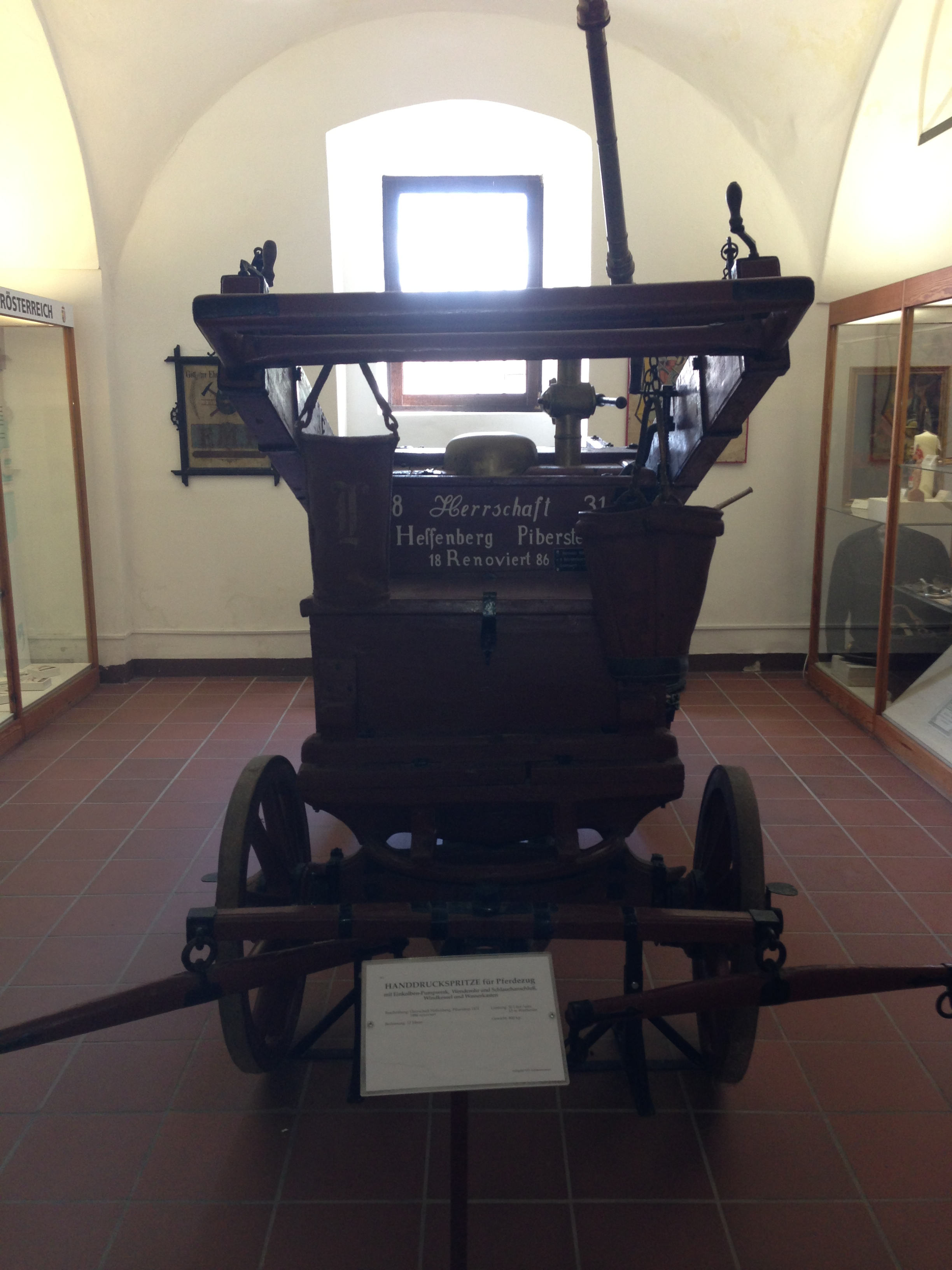
Handdruckspritze für Pferdezug II
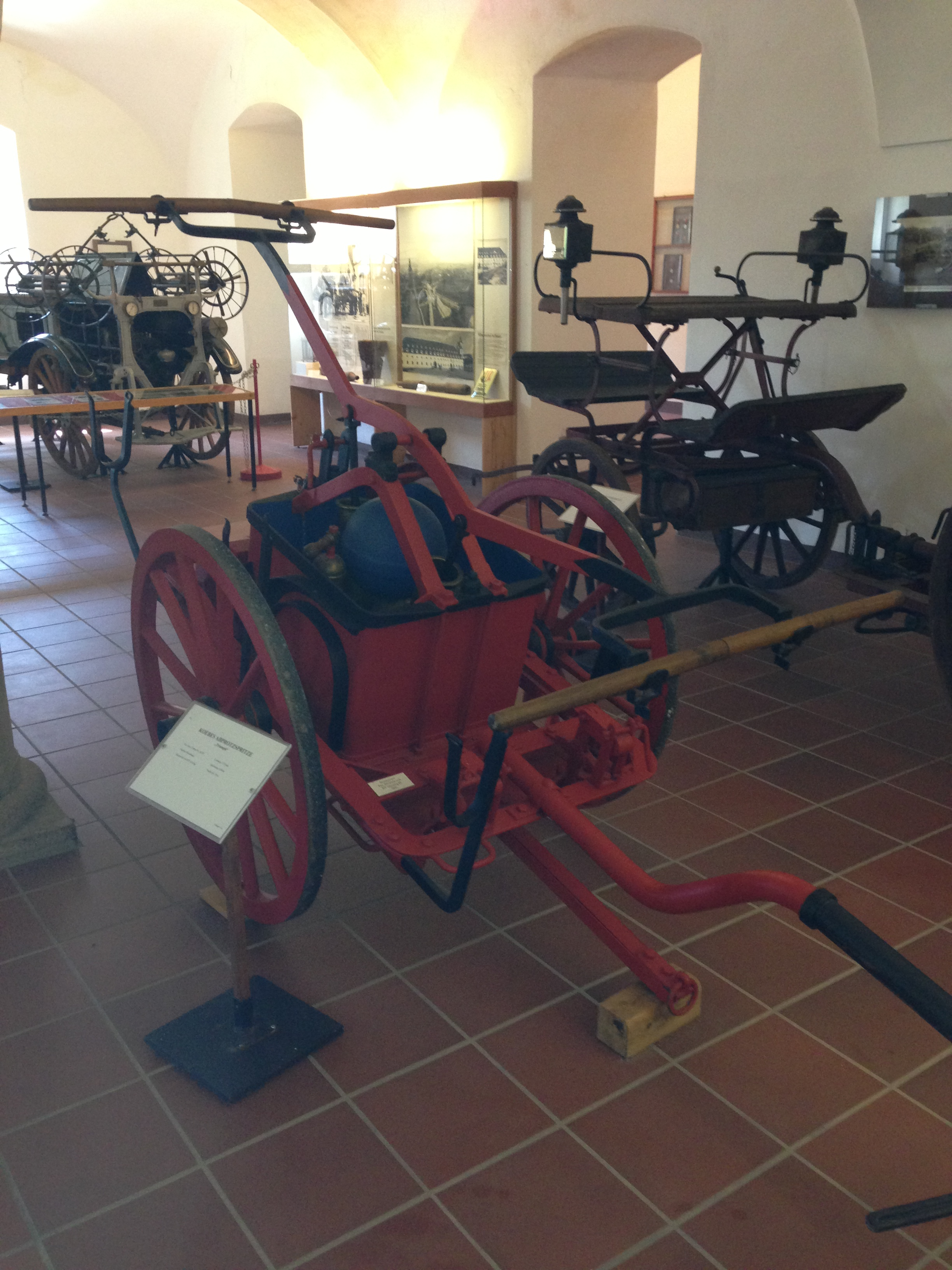
Koebe-Handdruckspritze mit einer Förderleistung von 175 l pro Min.

### Halle 3
Die dritte, deutlich kleinere Halle, ist enthält zahlreiche Vitrinen und Schaukästen, wo in verglasten Schaukästen Ehrenzeichen und Verdienstmedaillen aus verschiedenen Zeitabschnitten der Feuerwehrgeschichte präsentiert werden.

### Halle 4
Die vierte Halle dient der Ausstellung von Motorspritzen und Löschautomobilen aus den Jahren 1923 bis 1938 sowie ein Rettungswagen mit Pferdezug.

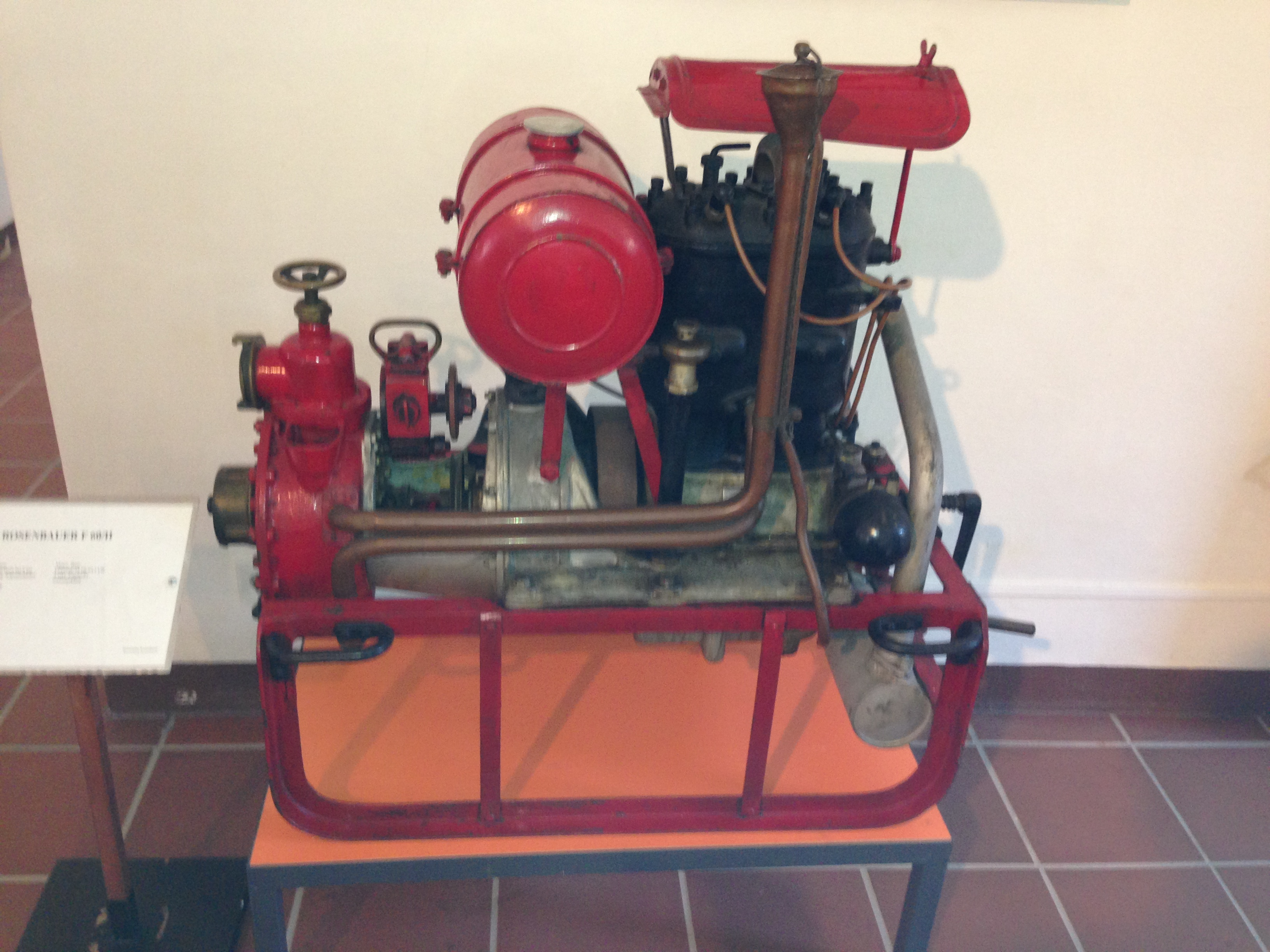
Motorspritze von Rosenbauer, 500 l/min
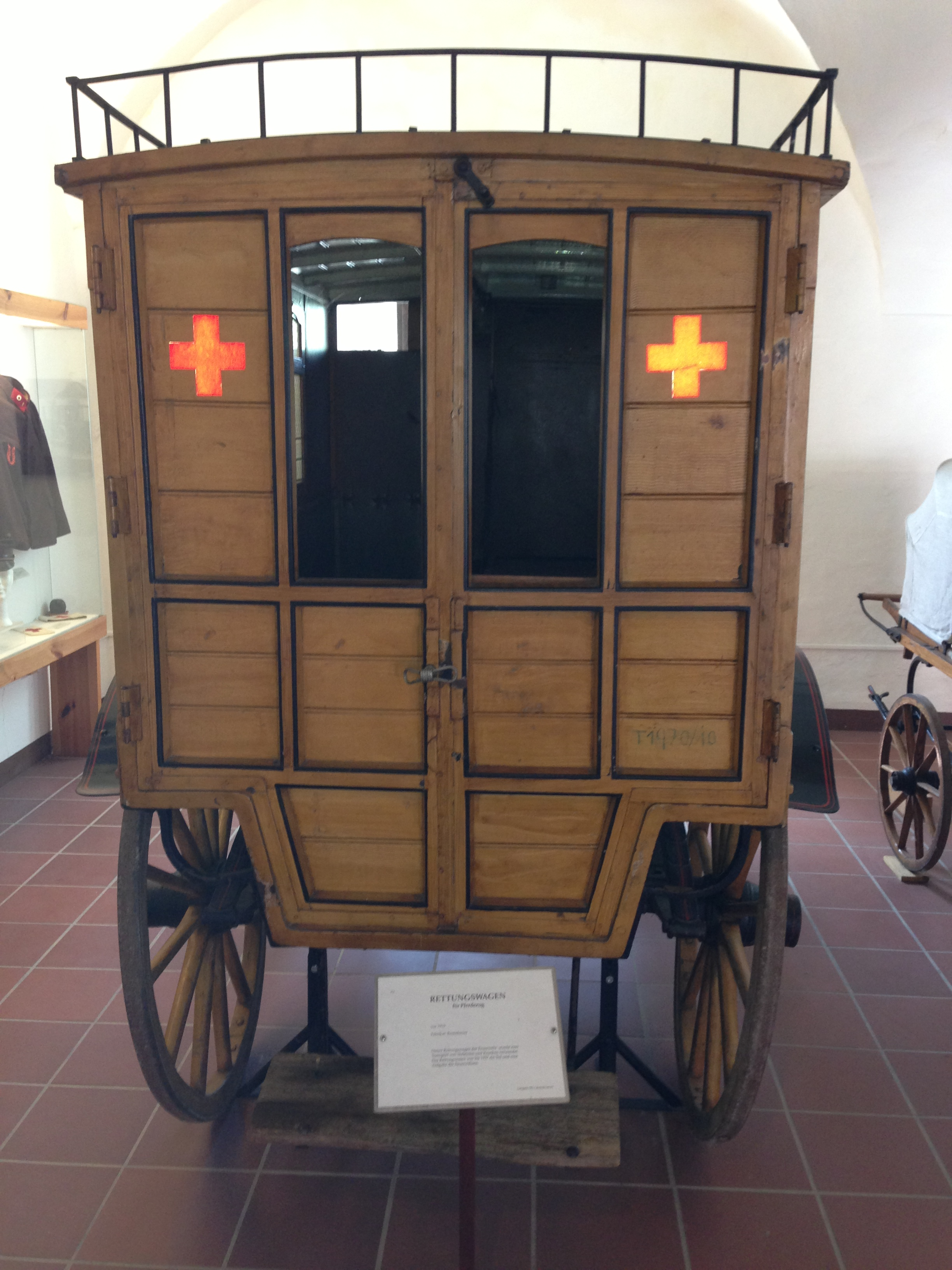
Rettungswagen für Pferdezug

### Halle 5

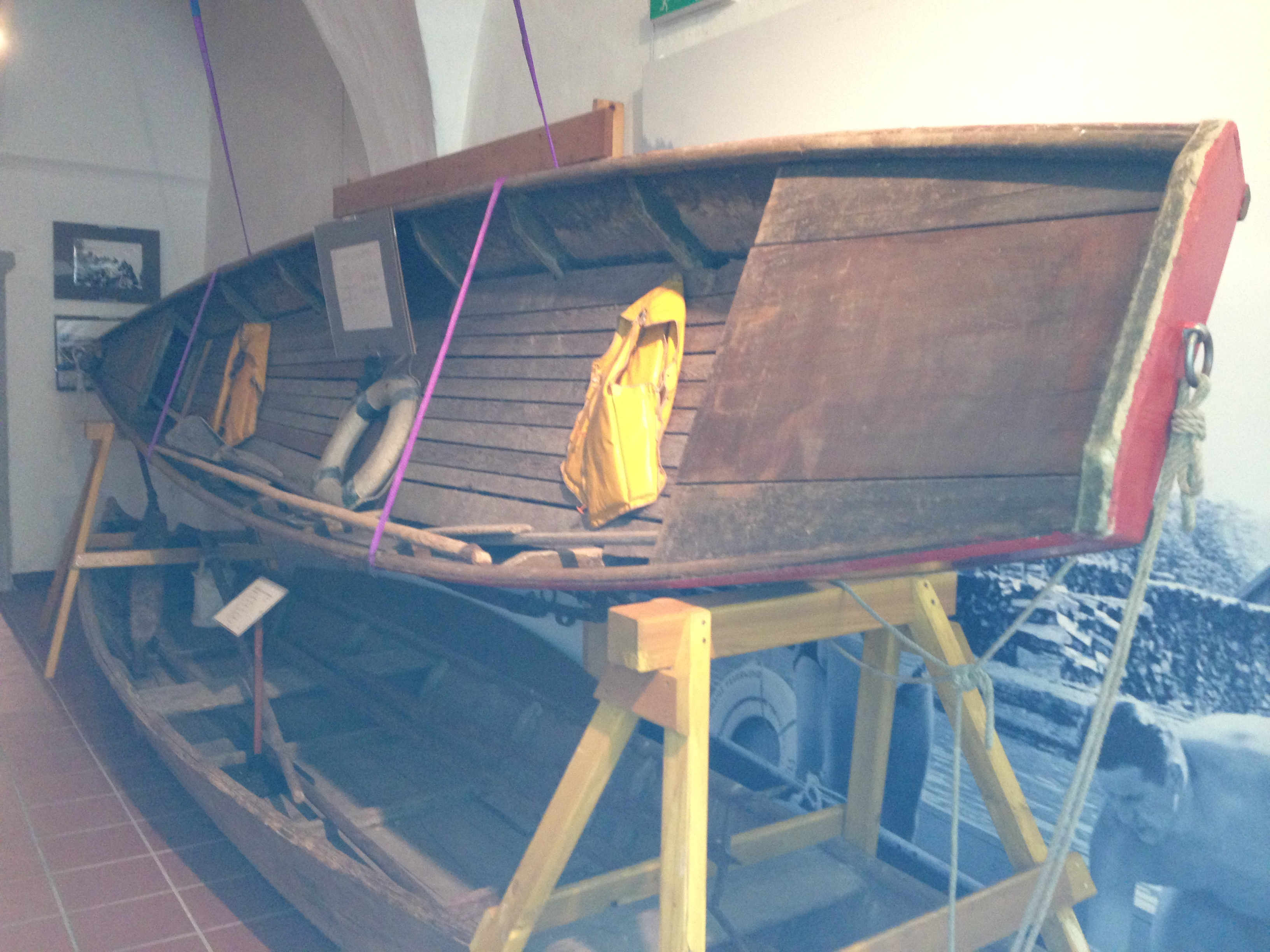
Historische Holzzille

Die fünfte Halle dient sie als Ausstellungshalle für Leitern und Sonderfahrzeuge. Man findet viele historische Holzleitern, die im vergangenen Jahrhundert für Menschenrettungen aber auch zur Unterstützung der Brandbekämpfung verwendet wurden.

### Hallen 6 und 7
In den Hallen sechs und sieben werden Feuerwehruniformen, internationale Kupplungen, einige Tragkraftspritzen und Ausstellungsstücke der Wasserwehr zur Schau stellen.

### Halle 8
In der achten Halle sind Löschfahrzeuge aus der Zeit von 1938 bis 1945 zu sehen. Während des Zweiten Weltkriegs waren die Fahrzeuge der Feuerschutzpolizei grün lackiert gewesen. Nicht aus der Kriegszeit stammt das alte Tanklöschfahrzeug 4000 der Freiwilligen Feuerwehr St. Florian. Der Steyr 680 war von 1970 bis 1992 als Einsatzfahrzeug dieser Feuerwehr im Dienst und diente ab 1992 als feuerwehreigener Oldtimer. Im Jubiläumsjahr 2009 wurde das noch immer fahrtaugliche restaurierte Tanklöschfahrzeug als Dauerleihgabe an das Feuerwehrmuseum übergeben.

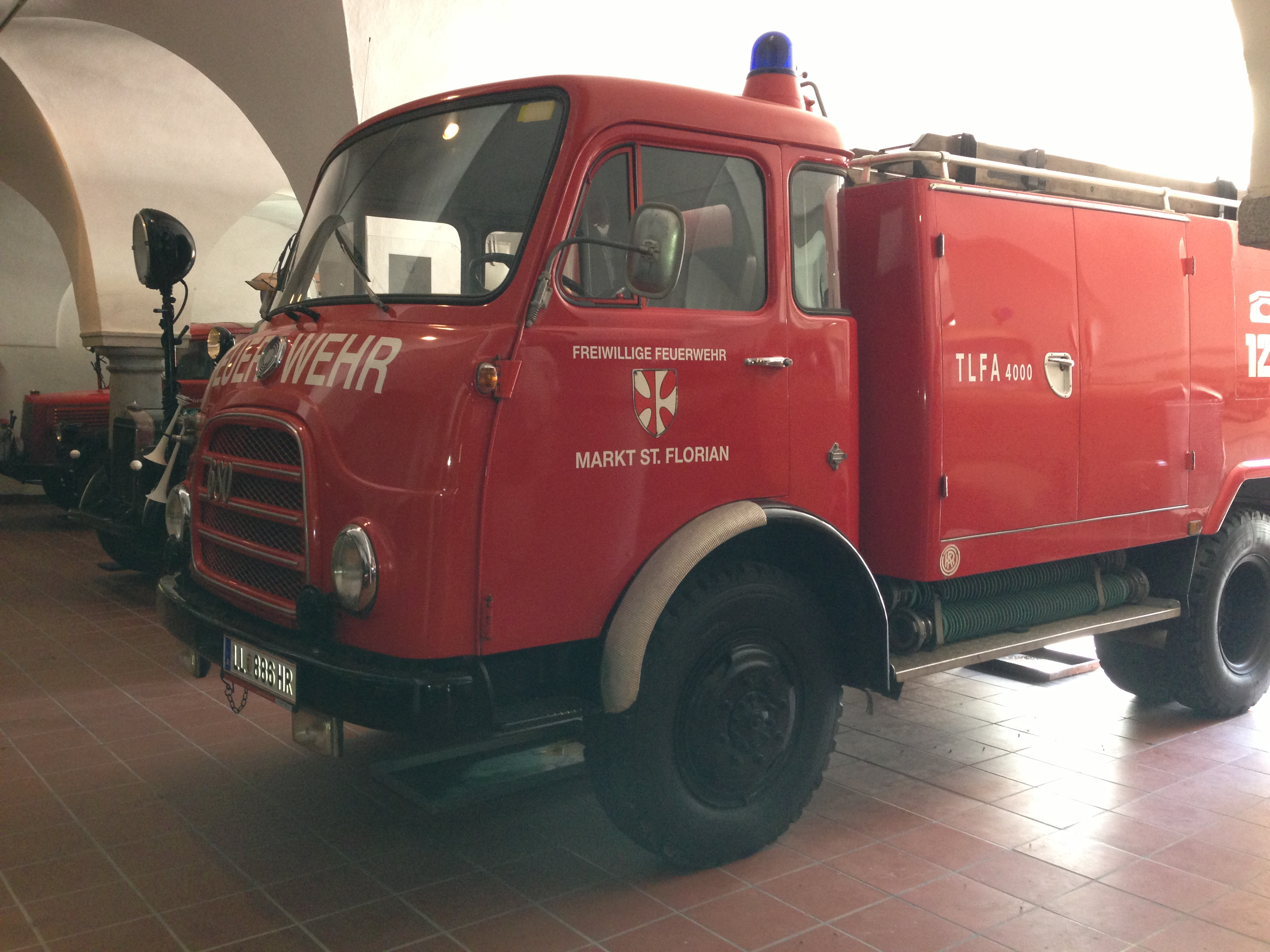
Steyr 680 als TLF 4000 der FF St. Florian
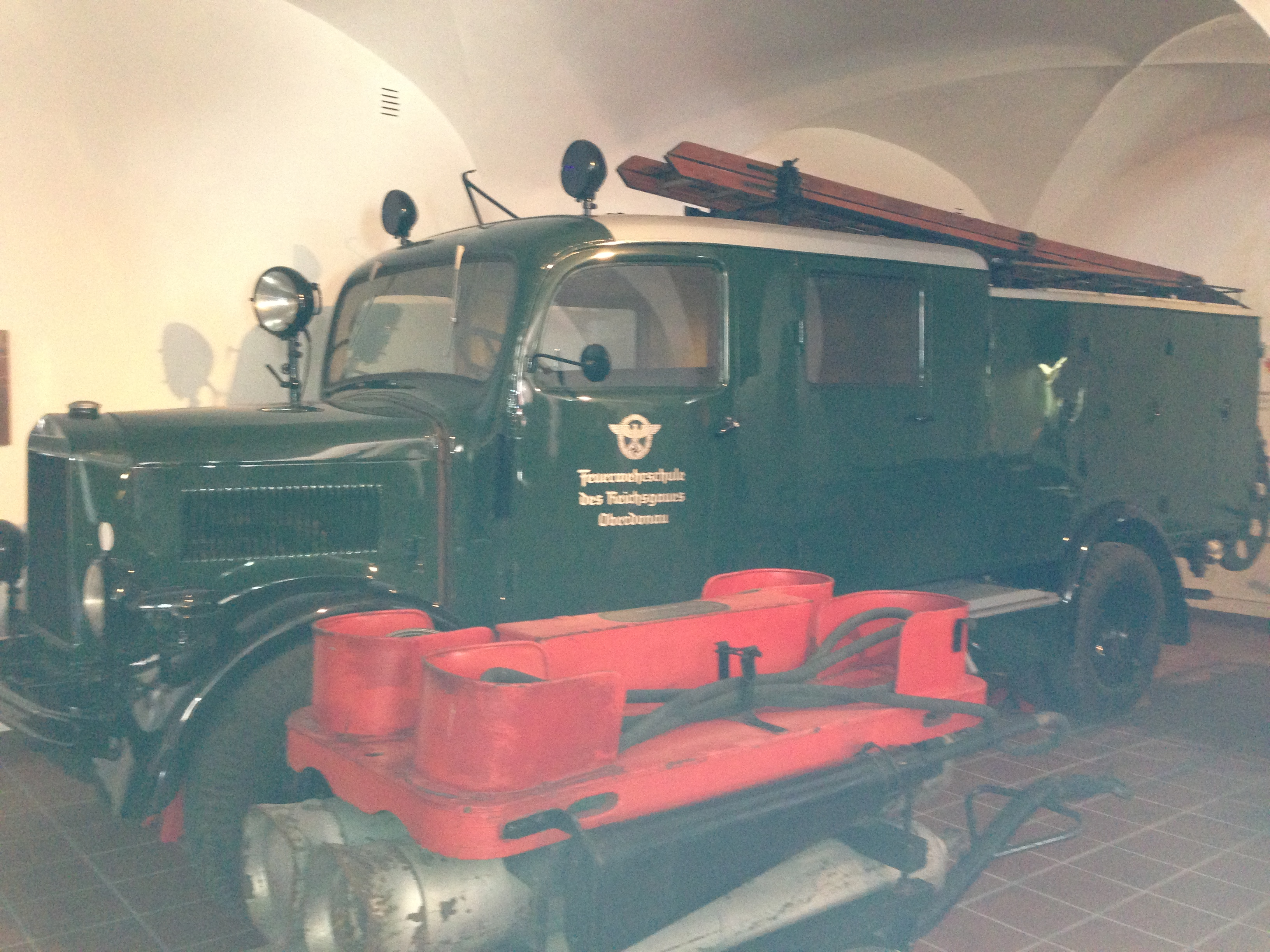
Feuerwehrfahrzeug aus dem Zweiten Weltkrieg

### Hallen 9–11
In der neunten Halle sind historische internationale Feuerwehruniformen untergebracht und in der zehnten und elften Halle liegt der Fokus der Ausstellung auf den drei größten Feuerwehren Oberösterreichs. Die Ausstellungsstücke der Freiwilligen Feuerwehr Steyr, der Freiwilligen Feuerwehr Wels und der Berufsfeuerwehr Linz wurden dem Museum als Dauerleihgaben zur Verfügung gestellt.

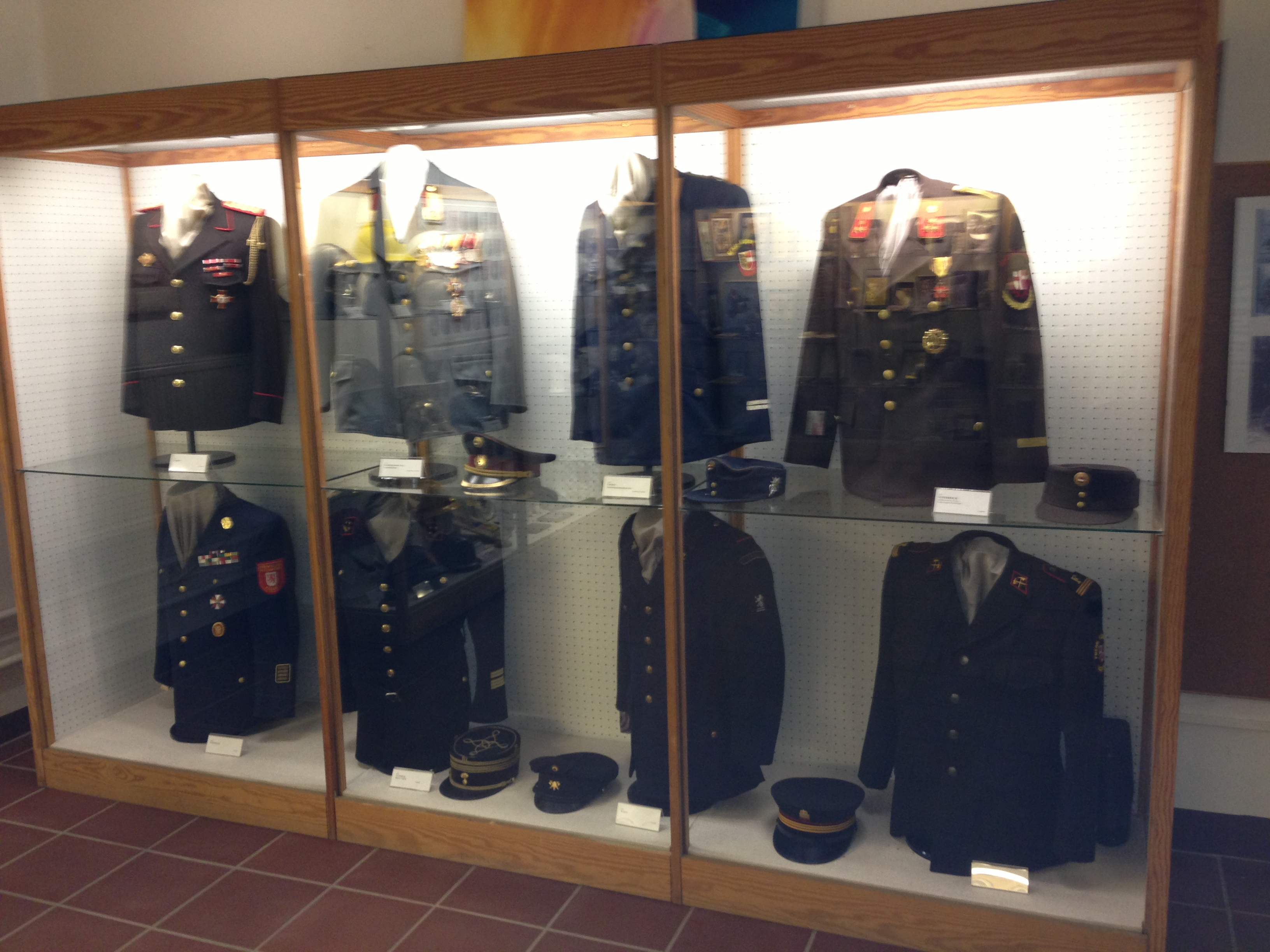
Internationale Feuerwehruniformen
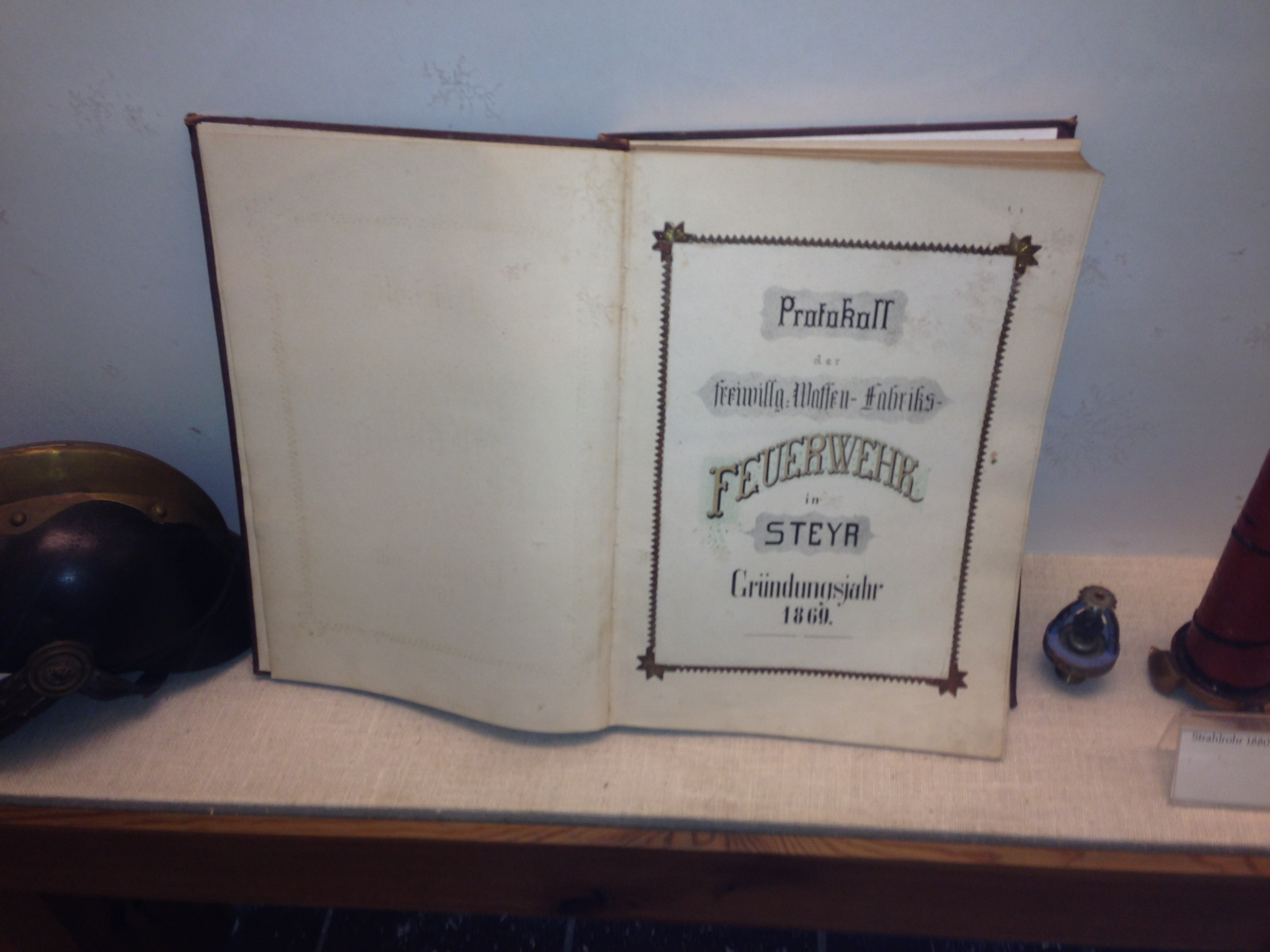
Gründungsbuch FF Steyr
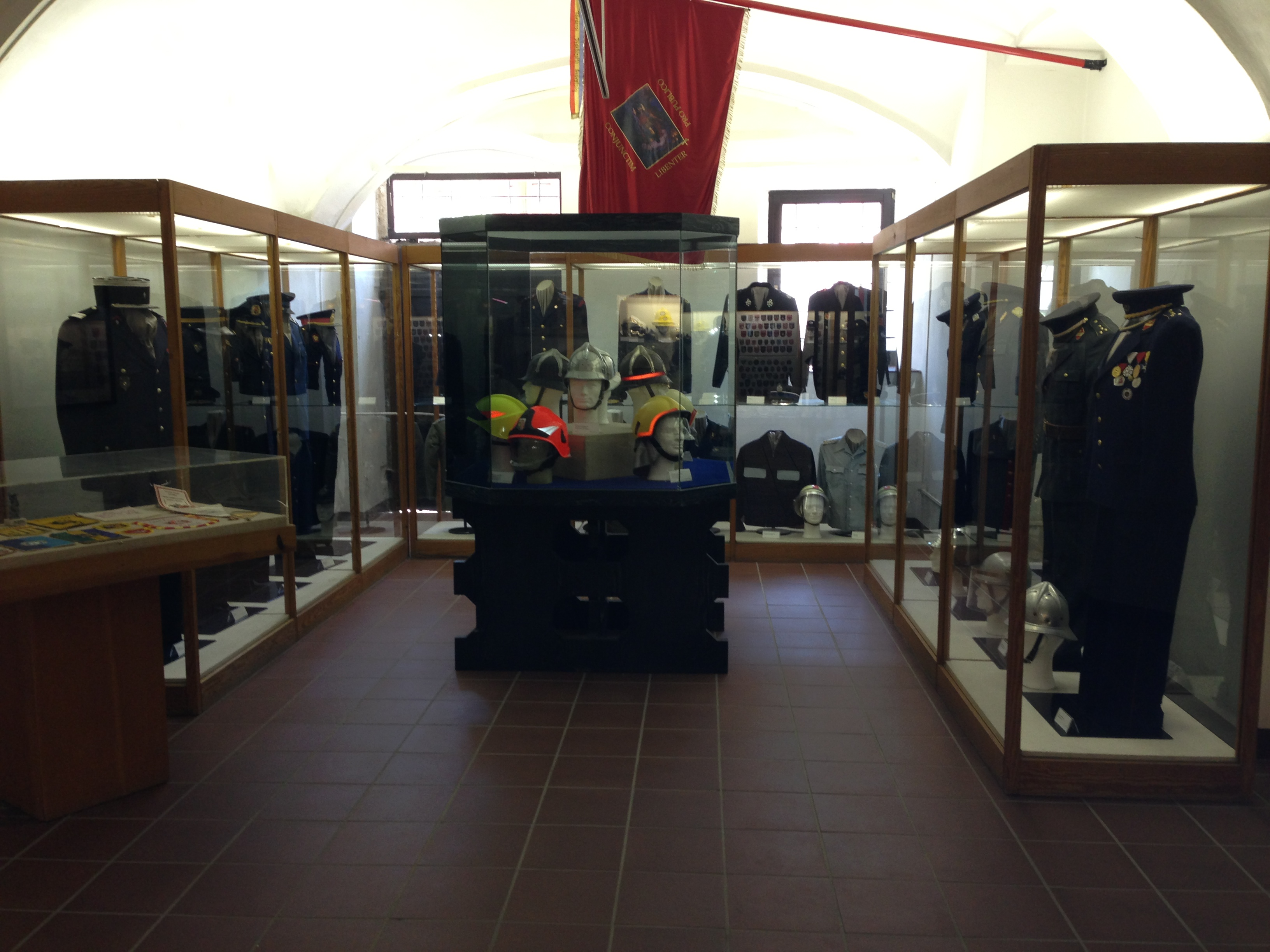
Internationale Feueruniformen

### Halle 12
In Halle 12 werden Sonderausstellungen gezeigt.

#### Themen bisheriger Sonderausstellungen
- Feuerwehren aus aller Welt (1987)
- Entwicklung des Atemschutzes (1988)
- Feuerwehrjugend in Österreich (1990)
- Florianer Feuerwehren (1993)
- Feuerwehrbezirk Freistadt (1998)
- Feuerwehrbezirk Linz-Land (2000)
- Feuerwehren der Region Passau (2006)
- 135 Jahre ungarische Feuerwehren (2006)
- Feuerwehren aus aller Welt (2007)
- 50 Jahre Tauchdienst der oberösterreichischen Feuerwehren (2008)
- Atemschutz im Feuerwehrdienst (2011)

#### Sonderausstellung Atemschutz im Feuerwehrdienst
Seit dem Ende des 19. Jahrhunderts werden von den Feuerwehren Atemschutzmasken verwendet. Im Mai 2011 wurde dazu im Feuerwehrmuseum eine dreijährige Sonderausstellung zum Thema „100 Jahre Atemschutz im Feuerwehrdienst“ eröffnet.
Die Entwicklung der Gasschutzgeräte wurde durch Giftgas-Einsätze im Ersten Weltkrieg vorangetrieben. Restbestände dieser Geräte wurden nach dem Krieg für Feuerwehrzwecke umgerüstet. Im Zweiten Weltkrieg wurden dann neue Masken und Filter entwickelt. Es war außerdem üblich, dass in dieser Zeit über dem Bett eine Vollgasmaske griffbereit war.
Aus den militärischen Ledermasken wurden ab 1938 einheitlich die Maskenmodelle GM 30 und GM 38 für Militär, Feuerwehr und Luftschutz eingeführt; zur Unterscheidung erhielten sie unterschiedliche Farbmarkierungen, um das Militär von den zivilen Einsatzkräften unterscheiden zu können.
Nach dem Krieg wurden die Zweischeibenmasken dann für Feuerwehr und Industrie durch Einscheiben-(„Panorama-“)masken ersetzt. Ab den 50er-/60er Jahren folgt den Einsatzerfordernissen entsprechend die Ausweitung des Atemschutzes auf den „Körperschutz“ insgesamt (Hitzeschutzanzüge,
Strahlenschutzanzüge) und schließlich Vollschutzanzüge. Ergänzend zeigt die Ausstellung Gasmessgeräte und Wiederbelebungsgeräte.

### Hallen 13–15
Die Hallen dreizehn und vierzehn sind der Ausstellungsplatz für tragbare Feuerlöscher, für Tragkraftspritzen und für Feuerwehrfahrzeuge ab 1946.

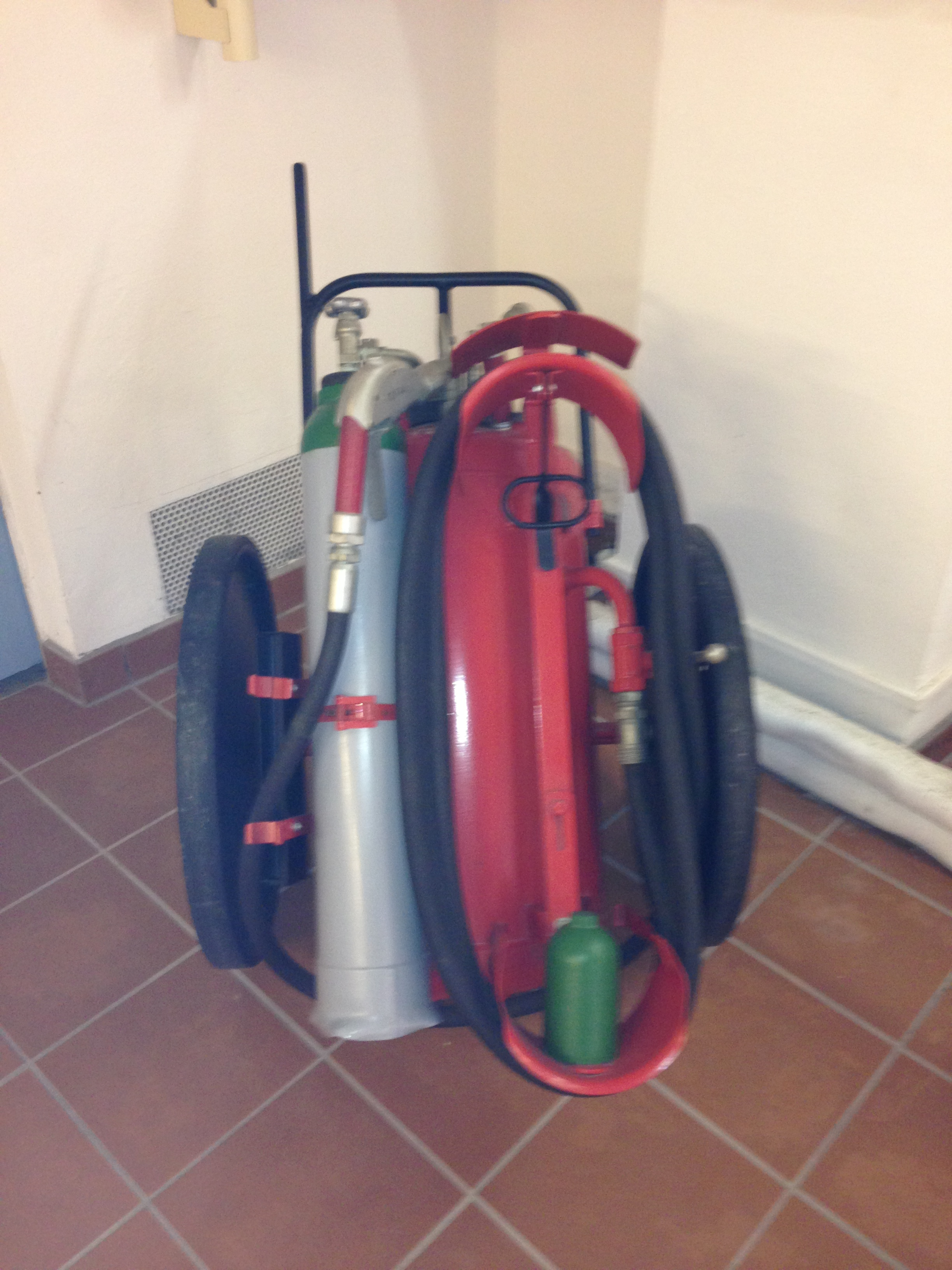
Feuerlöscher auf Rädern
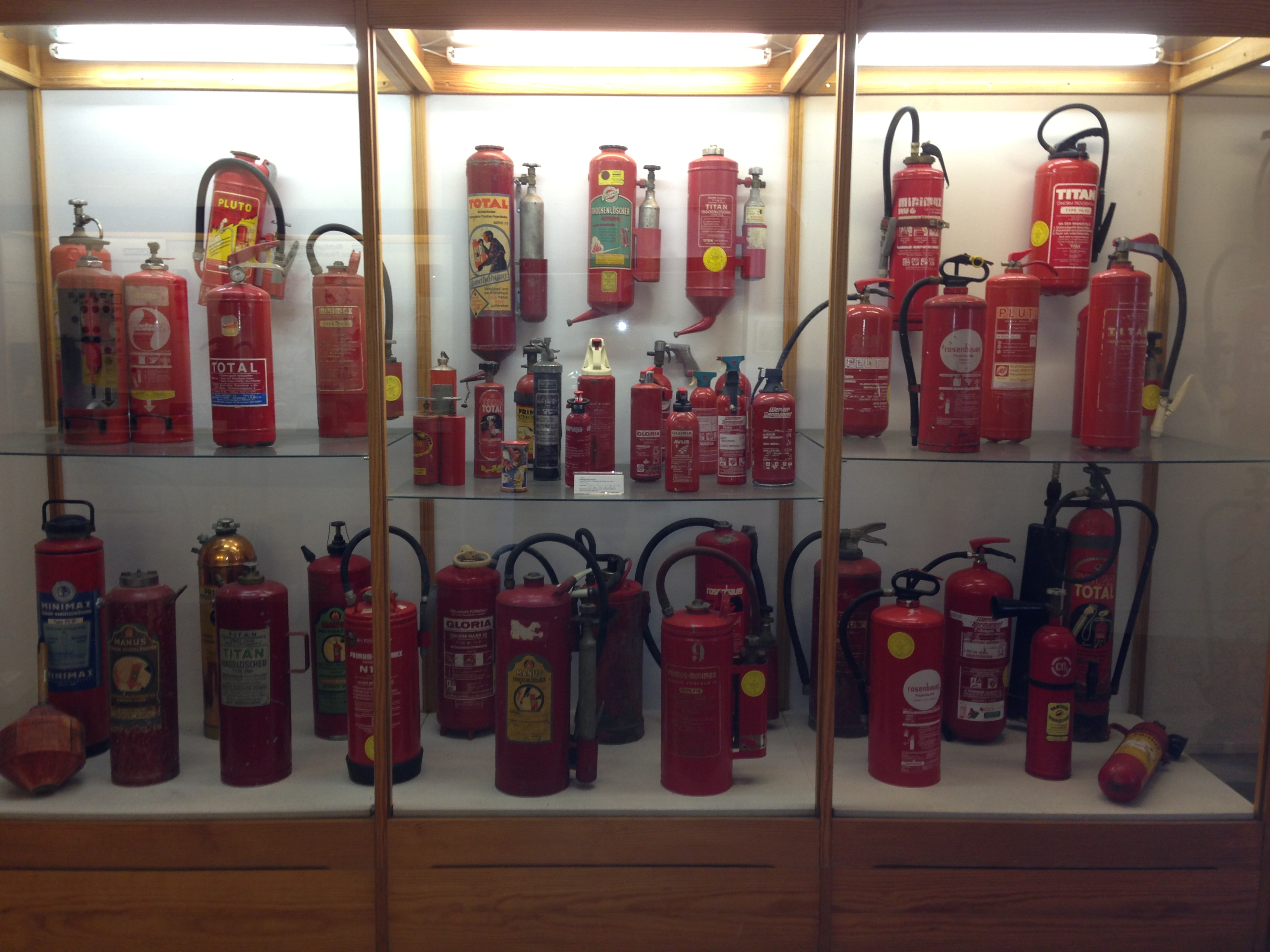
Tragbare Feuerlöscher
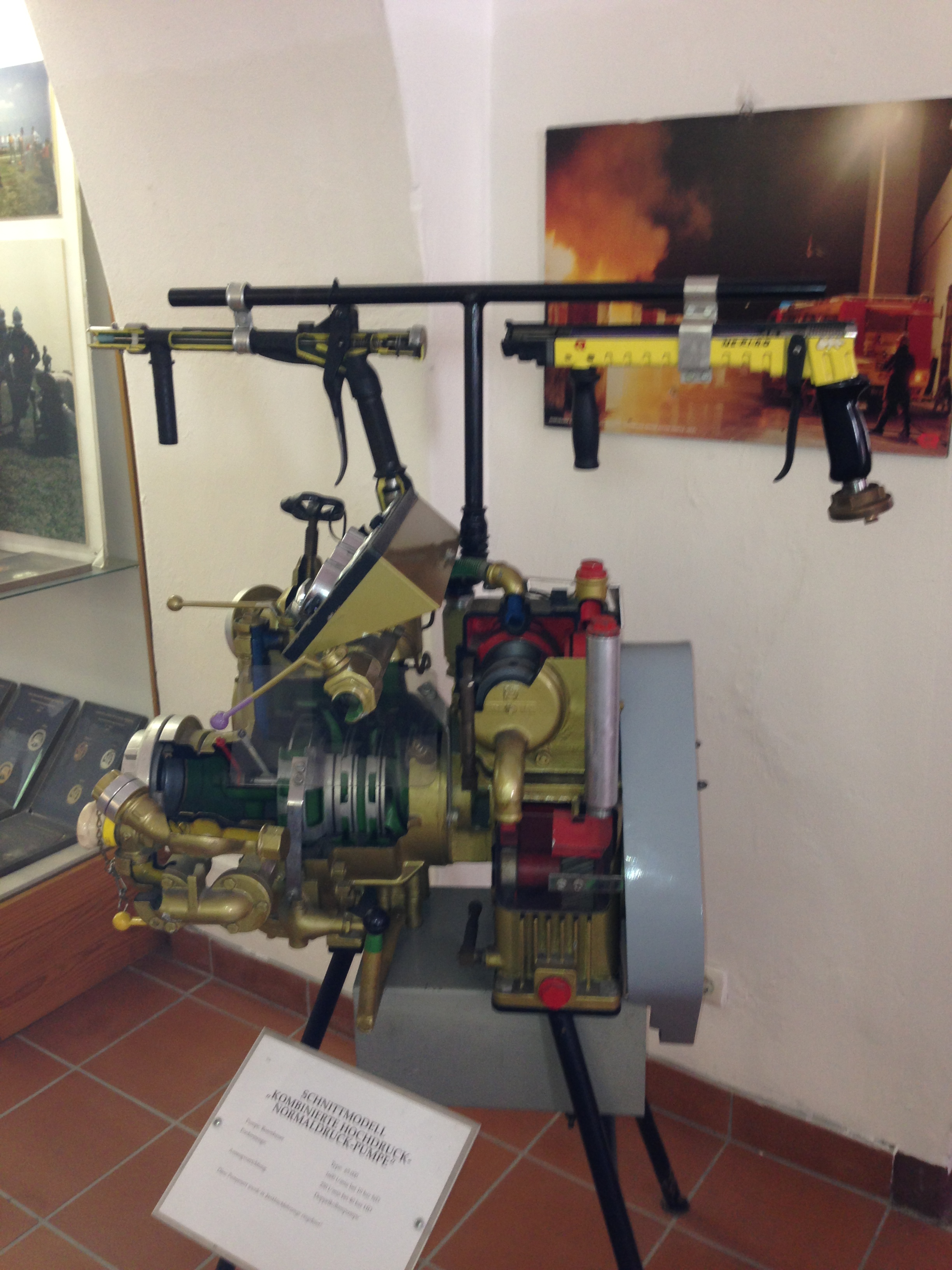
Schnittmodell Normal-Hochdruck-Pumpe

## Museumsgebäude

Stiftsmeierhof

Der Meierhof des Stiftes St. Florian wurde von 1676 bis 1685 unter Propst David Fuhrmann errichtet. Das Gebäude stellt architektonisch einen doppelten Vierkanthof dar. Die Außenabmessung beträgt 84 × 71 Meter, der Wirtschaftstrakt hat eine Dachhöhe von 19 Metern und die beiden Innenhöfe sind jeweils etwa 2.500 Quadratmeter groß. Im Erdgeschoß waren die Stallungen und darüber die Getreidekammern und Futterlager untergebracht. Das Gebäude galt jahrhundertelang als eines der bedeutendsten wirtschaftlichen Bauwerke in Oberösterreich. Es diente dem Stift bis in die 1950er-Jahre für verschiedene stiftseigene Wirtschaftsleistungen. 1885 beherbergte der Hof 60 Personen, 36 Pferde und 150 Kühe.
Die Dachfläche beträgt ca. 7.200 m². Sie wird von 220.000 Biberschwanzziegeln bedeckt. Der Dachstuhl hat zahlreiche Dachgaupen. Mit der erwähnten Dachhöhe von 19 Metern war es der Stiftsmeierhof von St. Florian einer der höchsten Meierhöfe Oberösterreichs.
Die Eingangshalle (Halle 1) diente bis in die 1950er-Jahre als Meierhofstube. Die Halle 2 war ein Kuhstall mit 49 Stellplätzen. Halle 4 wurde ehemals als Waschküche, Bäderraum und Garage für die Stiftsbrauerei genutzt. In Halle 5 war die Stiftsbrauerei untergebracht. Die Hallen 6 und 7 dienten als Lager für Bierfässer. Der Malzkeller der Brauerei befand sich in Halle 8. Halle 9 beherbergte die Buchbinderei, wo die Bücher aus der Stiftsbibliothek restauriert wurden. In den Hallen 13 bis 15 befanden sich die Stallungen (Mastochsenstall und Jungviehstall).
Da in den 1960er-Jahren der Verfall des Gebäudes drohte, wurde unter dem damaligen Landesfeuerwehrkommandanten Karl Salcher 1969 der Verein zur Erhaltung des Stiftsmeierhofes gegründet. Dieser begann umgehend mit der Sanierung des schadhaften Daches. Nach Abschluss der Restaurierung bestanden Überlegungen zur Zweckwidmung des Gebäudes als landwirtschaftliches Museum bis schließlich 1978 der Beschluss zur Errichtung eines Feuerwehrmuseums fiel und schrittweise umgesetzt wurde. Das oberösterreichische Feuerwehrmuseum wurde im rückwärtigen Teil des ehemaligen Stiftsmeierhofes untergebracht.
Bis ins Jahr 2005 erfolgte der Zugang zur Ausstellung über einen kleinen Saal, welcher der Stiftsfeuerwehr St. Florian vorbehalten war. Bei dieser handelte es sich um die älteste österreichischer Betriebsfeuerwehr, die erst 2005 in die Freiwillige Feuerwehr Markt St. Florian eingegliedert wurde.

## Modellbahn
Im Obergeschoß des Stiftsmeierhof befindet sich in einem etwa 400 m² großen Dachbodenraum eine Modellbahn nach oberösterreichischen Vorbildern.

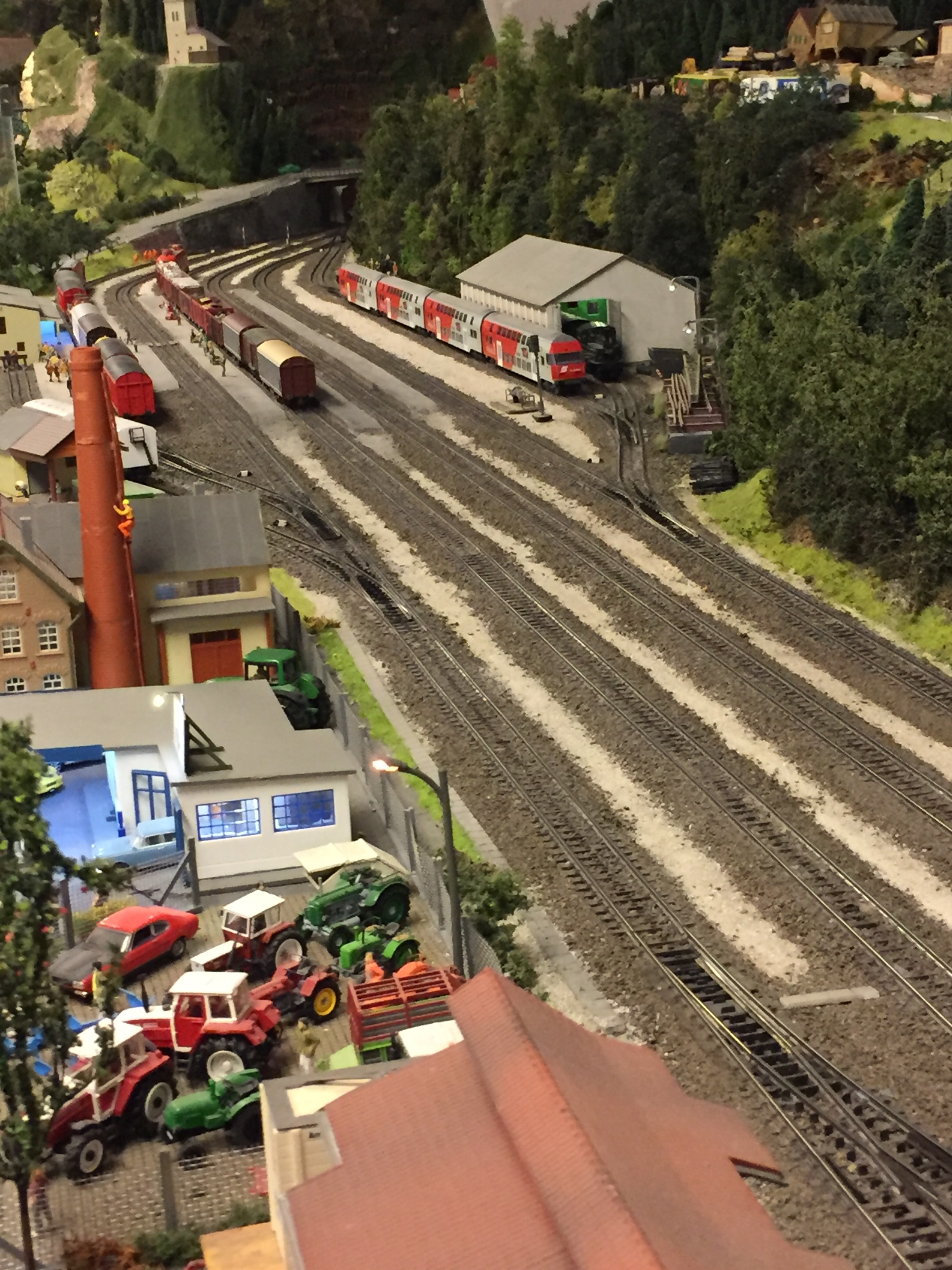
Bahnhof Kleinreifling
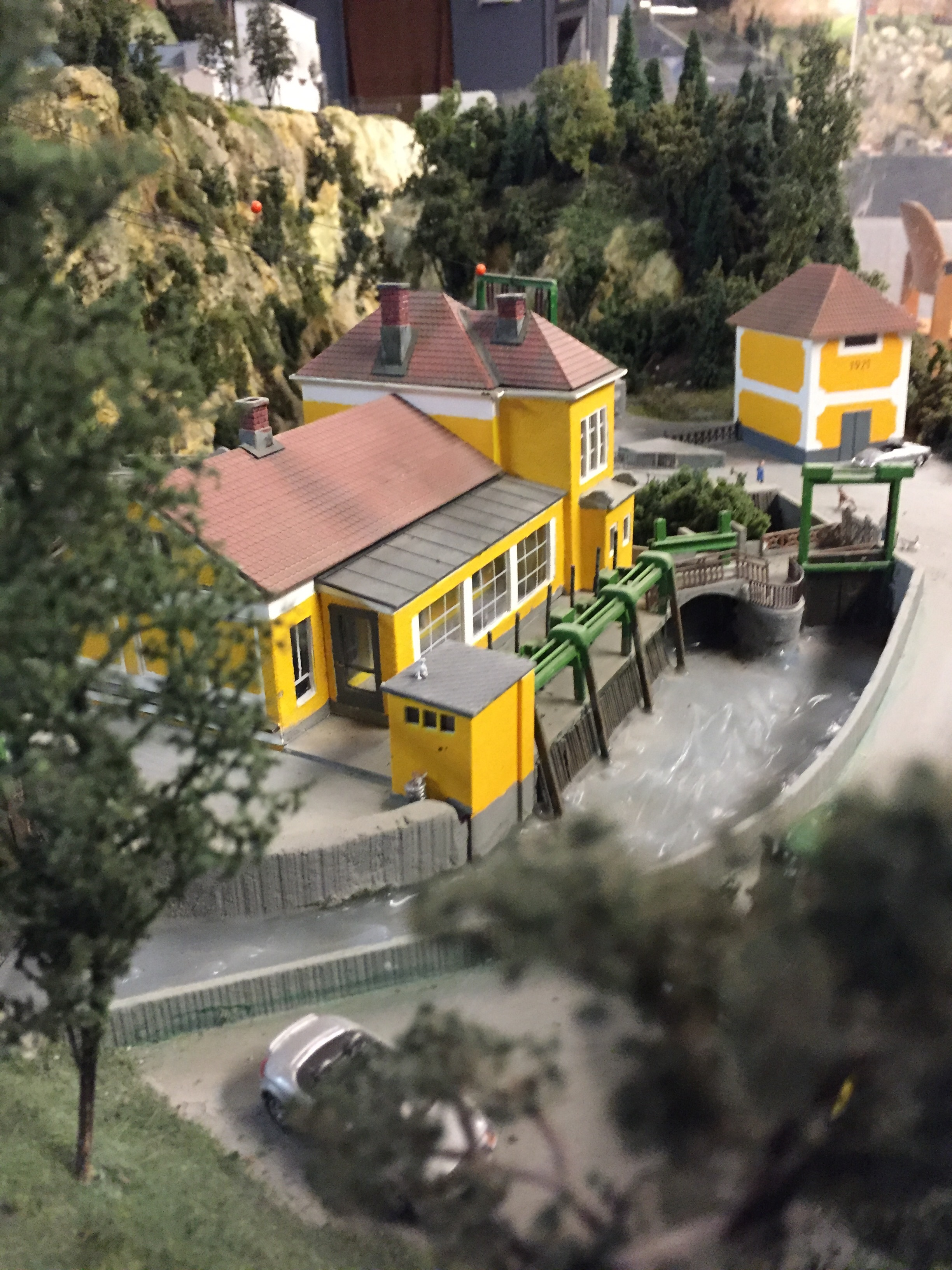
Kraftwerk Steyrdurchbruch